# 葛餅
葛餅（くずもち、くず餅）は、日本で作られる葛粉を使用した和菓子。また、小麦粉からグルテンを分離させた後の浮き粉を発酵させた「久寿餅」という同音の和菓子。同名だが主に関西と関東で原料と製法の異なる二種の和菓子がある。いずれも黒蜜やきな粉をかけることが多い。本項では「久寿餅」についても扱う。

## 概要

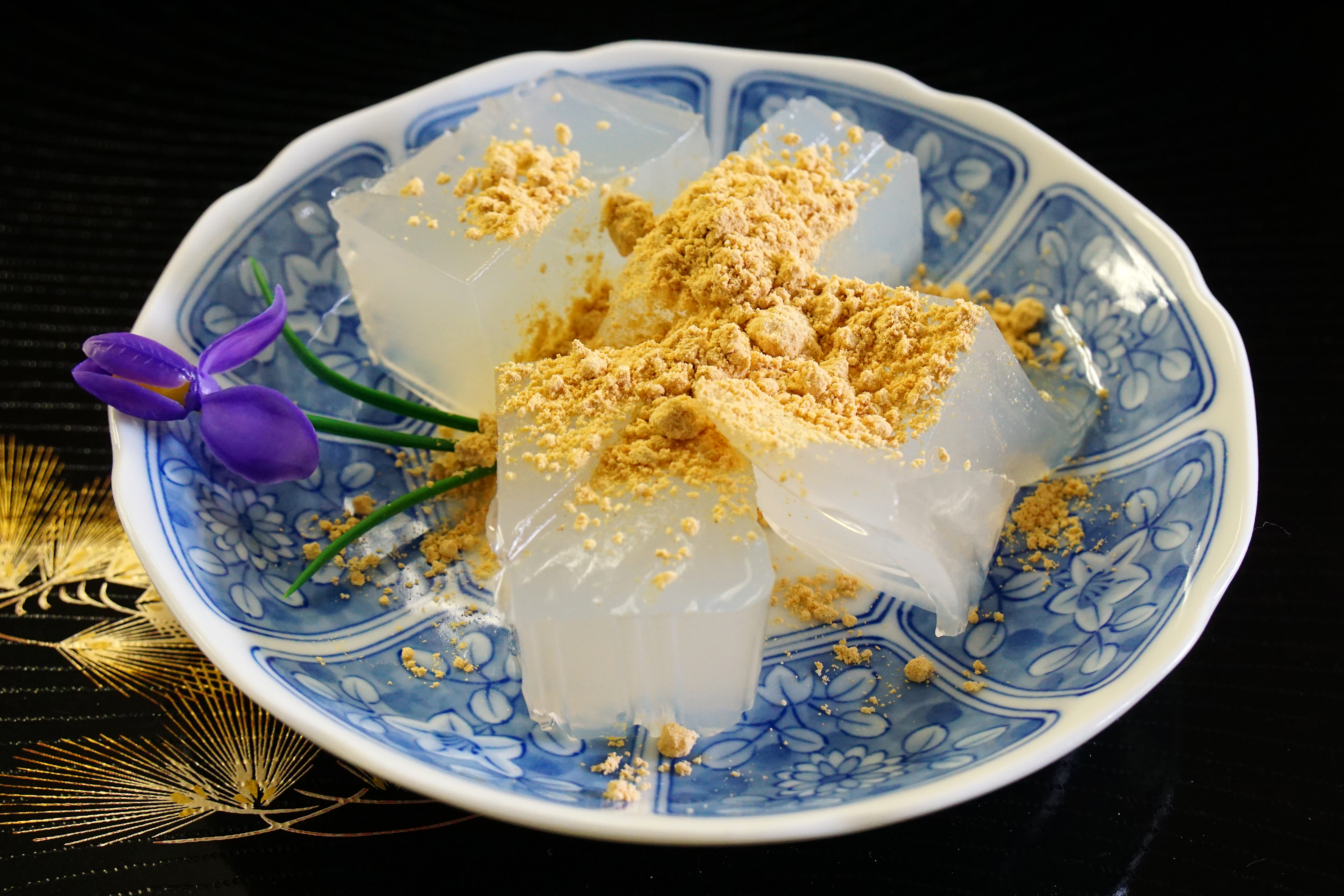
葛餅

主に関西では葛粉と砂糖を加熱しながら練り上げ、型に流して固めた菓子あるいは葛饅頭のように餡を包んだ菓子をいう。透明～半透明で涼しげな見た目から夏の菓子として人気がある。
一方、主に関東では発酵した小麦粉でんぷんを蒸して三角形に切り揃えた久寿餅（くすもち）を指すことがある（後述の#関東の「久寿餅」参照）。久寿餅は生地が乳白色でほのかな酸味がある。
なお、沖縄でのくず餅は葛粉の代わりに「ンムクジ」（芋くず）と呼ばれるサツマイモデンプンからつくられる。

## 葛焼き
江戸時代の国学者、塙保己一著作『続群書類従』（料理物語 - 飲食部）の章にて、葛焼もちを紹介している。内容は端的に料理法を載せ、文章は以下となっている。「くず一升。水一升。沙糖一升。三色よくこねあはせ。みかんほとにまろめ。なべにすこし油をぬり。さい〱（くの字点）、うちかへし焼申候。」
現在は葛焼きと呼ぶことが多く、水溶きした葛粉・砂糖・餡を主材料にし、火にかけながら半透明になるまで練り、蒸した後に冷やし固めて焼いた和菓子を指す。店・商品によっては中身の具を入れなかったり、栗や桜、季節の果物などの食材を加え、独特の風味を持たせるなど幅がある。形状は四角に切った外見が代表例だが、味・外見ともに各店が意匠をこらした個性的な葛焼きも販売されている。

## 関東の「久寿餅」

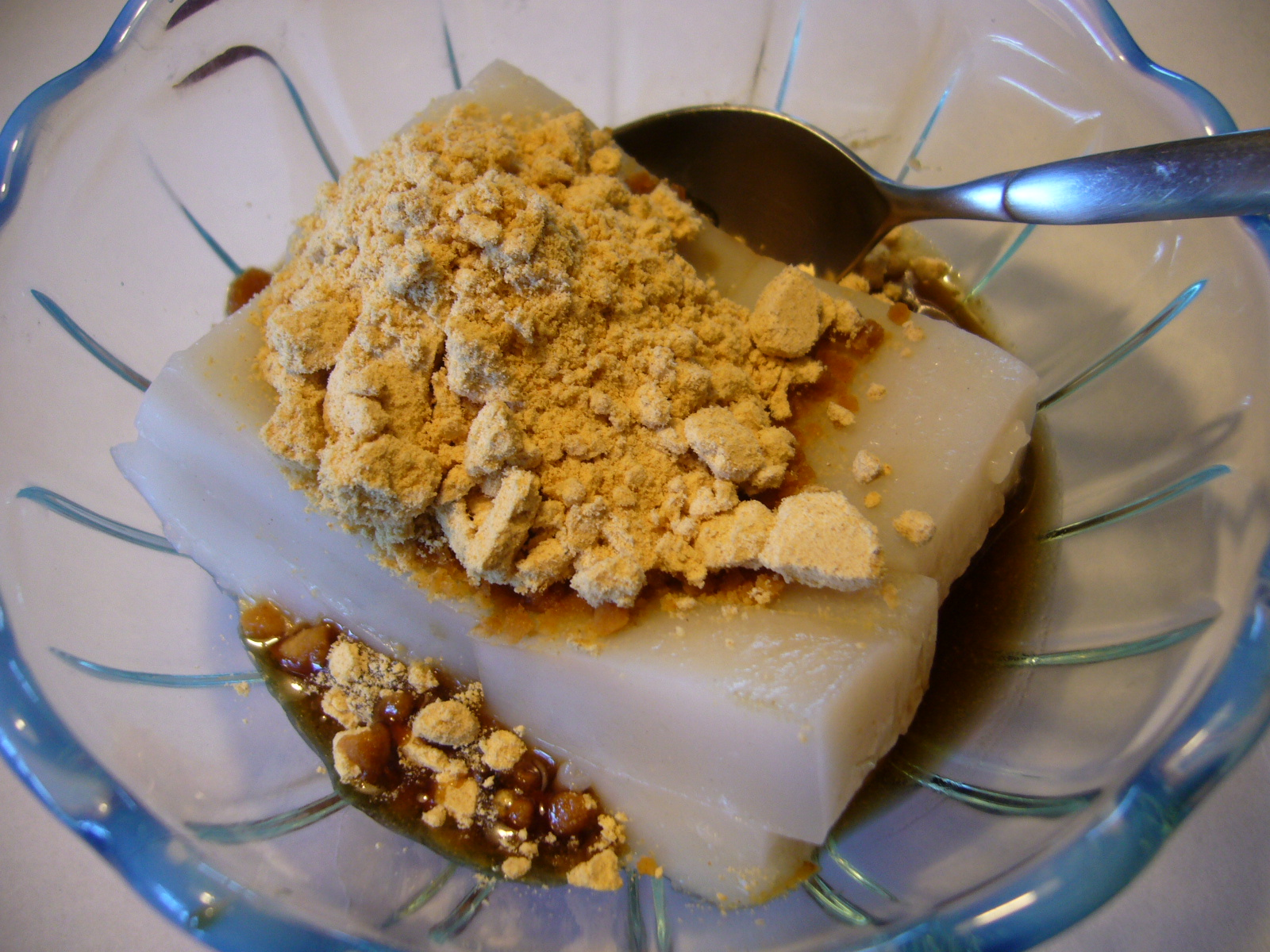
関東の久寿餅

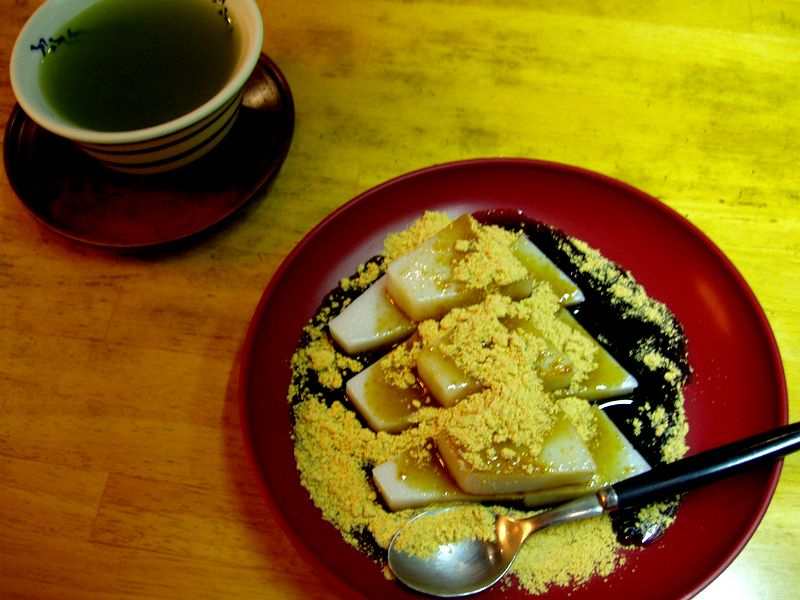
亀戸天神傍の船橋屋のくず餅（2010年9月6日撮影）

関東では江戸時代後期に入り、小麦粉を発酵させたものから作られた菓子がくずもち（久寿餅）と呼ばれるようになった。現在の東京都区部東部を含む葛飾郡（下総国）の「葛」に由来し、関西の葛餅と区別するため「くず（久寿）」の字を当てたという説がある。
関東の久寿餅は小麦粉から精製したデンプンを乳酸菌で発酵させたものであり、原材料に葛粉は含まれない。見た目は白く、「葛餅」のような透明感はない。食感も「葛餅」と比較して硬く、独特の風味がある。
ただし、食べ方は葛餅同様、きな粉をまぶす他、黒蜜などでも賞味する。粉末状のラムネ・フレーバーをまぶす等、新たな味付けも考案・商品化されている。
久寿餅は、かつて葛飾郡だった東京都江東区の亀戸天神社のほか、池上本門寺（東京都大田区）や川崎大師（神奈川県川崎市）の門前町の名物でもある。本門寺門前ではかつて節分明けから菖蒲の花の頃（2～6月）に扱い、通年で製造・販売するようになったのは太平洋戦争後であるという。
関東風くず餅は「和菓子で唯一の発酵食品」とも言われる。亀戸天神門前に本店がある「船橋屋」は、発酵に代々使ってきた乳酸菌がラクトバチルス属パラカゼイ種であると解析。「くず餅乳酸菌」として関連商品を開発している。